# Jonathan Kaplan (réalisateur)
Pour les articles homonymes, voir Jonathan Kaplan et Kaplan.
Jonathan Kaplan est un réalisateur américain né le 25 novembre 1947 à Paris et mort le 1er août 2025 à Los Angeles (Californie). 
Il permet à Jodie Foster de décrocher son premier Oscar de la meilleure actrice pour Les Accusés.

## Biographie
Jonathan Kaplan, né dans une famille du show business, sa mère est l'actrice Frances Heflin et son père est le compositeur de musique de film Sol Kaplan, commence sa carrière de réalisateur au début des années 1970. Il travaille dans tous les genres cinématographiques, réalisant des films tels que Over the Edge (Violences sur la Ville - 1979), un classique culte sur la rébellion des jeunes des banlieues, et Heart Like a Wheel (Pied au Plancher - 1983), un biopic sur la pionnière des courses de dragsters Shirley Muldowney.
Jonathan Kaplan obtient une large reconnaissance en 1988, avec Les Accusés, un drame judiciaire qui vaut à Jodie Foster son premier Oscar de la meilleure actrice. Le film est salué pour sa représentation sans faille des agressions sexuelles et pour son traitement de sujets difficiles.
Il réalise des dizaines d'épisodes de la série médicale Urgences entre 1997 et 2006, remportant plusieurs nominations aux Emmy Awards en tant que réalisateur et producteur de ce feuilleton médical.
Jonathan Kaplan meurt d'un cancer du foie à son domicile de Los Angeles le 1er août 2025, à l'âge de 77 ans.

## Filmographie
- 1972 : Night Call Nurses (en)
- 1973 : The Student Teachers
- 1973 : Le Pénitencier (en) (The Slams)
- 1974 : Truck Turner & Cie (Truck Turner) avec Isaac Hayes et Yaphet Kotto
- 1975 : La Route de la violence (White Line Fever) avec Jan-Michael Vincent et Kay Lenz
- 1977 :  On m'appelle Dollars (Mr. Billion) avec Terence Hill, Valerie Perrine et Jackie Gleason
- 1979 : Violences sur la ville (Over the Edge) avec Pamela Ludwig, Matt Dillon et Vincent Spano
- 1983 : Pied au plancher (Heart Like a Wheel)  avec Bonnie Bedelia et Beau Bridges
- 1987 : Project X (Project X) avec Matthew Broderick, Helen Hunt et William Sadler
- 1988 : Les Accusés (The Accused) avec Jodie Foster, Kelly McGillis et Leo Rossi
- 1989 : Immediate Family avec Glenn Close, James Woods et Jane Greer
- 1992 : Obsession fatale (Unlawful Entry) avec Kurt Russell, Ray Liotta et Madeleine Stowe
- 1992 : Love Field avec Michelle Pfeiffer, Dennis Haysbert et Stephanie McFadden
- 1994 : Belles de l'Ouest (Bad Girls) avec Madeleine Stowe, Mary Stuart Masterson, Andie MacDowell et Drew Barrymore
- 1994 : Reform School Girl (téléfilm)
- 1996 : Coup de sang (In Cold Blood) (mini série télévisée de deux épisodes avec Sam Neill
- 1999 : Bangkok, aller simple (Brokedown Palace) avec Kate Beckinsale et Claire Danes